# 프랭크 조
프랭크 조(Frank Cho, 1971년 12월 2일 ~ )는 한국계 미국인 만화가이다. 한국어 이름은 조덕현으로 서울 태생이나 6세 때 미국으로 이민왔다.
'조덕현'이란 이름으로 1971년 서울에서 둘째아들로 출생했다. 6세 때 미국으로 이민을 가게 되었고, 메릴랜드주 벨츠빌에서 성장한다.

## 저작

### 마블 코믹스
| 제목                   | 원제                      | 이슈   | 작가                                  | 연도    |
| ---------------------- | ------------------------- | ------ | ------------------------------------- | ------- |
| 뉴 어벤저스 (1부)      | New Avengers Vol.1        | #14-15 | 브라이언 마이클 벤디스                | 2006    |
| 마이티 어벤저스 (1부)  | Mighty Avengers Vol.1     | #1-6   | 브라이언 마이클 벤디스                | 2007-08 |
| 마블 나이츠 스파이더맨 | Marvel Knights Spider-Man | #5, #8 | 마크 밀러                             | 2004-05 |
| 뉴 얼티미츠            | New Ultimates             | #1-5   | 제프 로브                             | 2010-11 |
| 어벤저스 vs. 엑스맨    | Avengers vs. X-Men        | #0     | 제이슨 에런                           | 2012    |
| 새비지 울버린          | Savage Wolverine          | #1-22  | 본인(#1-5), 제브 웰스, 필 히메네스 외 | 2013    |